# Cristiano Adrichomio

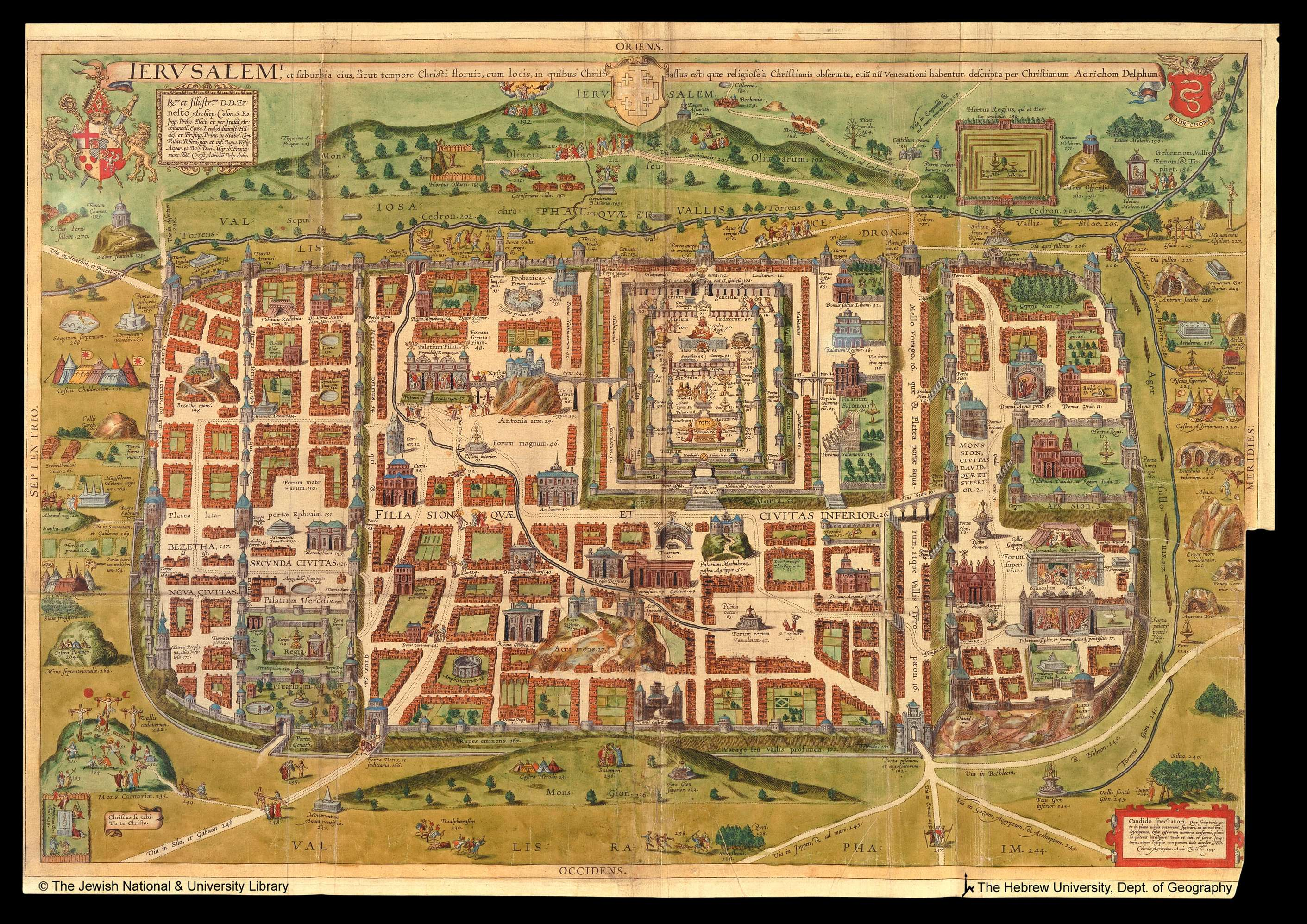
Mapa de Jerusalén, 1584

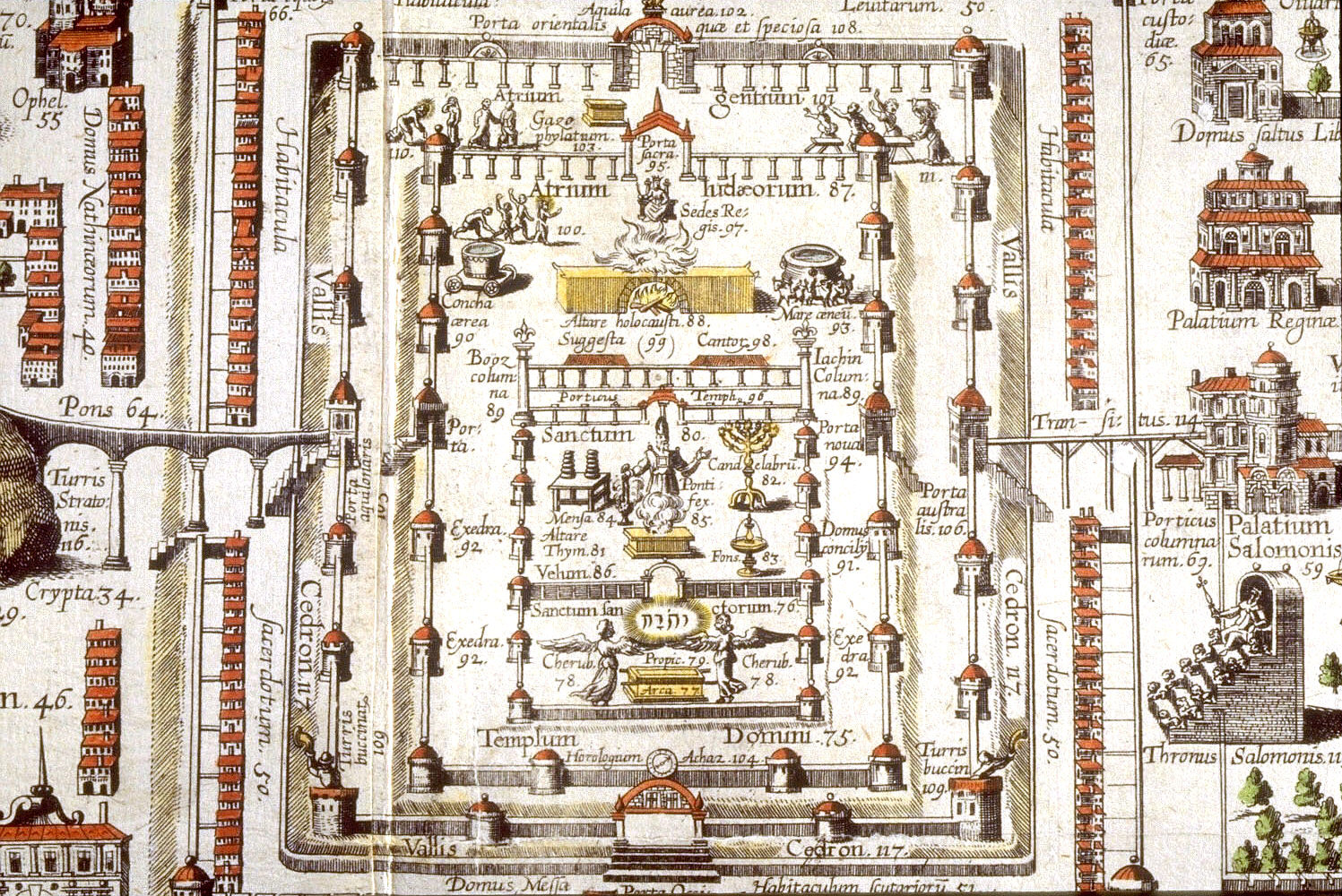
Detalle del Templo de Salomón en el Mapa de Jerusalén, 1584

Cristiano Adrichomio, Christian Kruik van Adrichem o Christianus Crucius Adrichomius (13 de febrero de 1533 – 20 de junio de 1585) fue un sacerdote dominico Católico y teólogo holandés, además de historiador y cartógrafo y teólogo. Es conocido principalmente por su obra Theatrum Terrae Sanctae, un mapa detallado de Tierra Santa y sus alrededores, con gran éxito entre los peregrinos. Su obra es considerada una de las más precisas y detalladas de su época.

## Biografía
Adrichomio nació en Delft, donde nació su padre, Adriaan Klaasz, fue alcalde. Fue ordenado en 1566, y fue Director del Convento de Santa Bárbara en Delft antes de ser expulsado de Holanda por la Reforma protestante. Luego pasó algún tiempo en Malinas, Utrecht y Colonia, donde investigó los restos de la antigua Jerusalén y Tierra Santa. En dicha ciudad se estableció y finalmente falleció en el exilio, perseguido por los protestantes holandeses.
Entre su obra destacan:
- Vita Jesu Christi (Amberes, 1578).[1]
- Theatrum Terrae Sanctae et Biblicarum Historiarum (Colonia, 1590).[2]

Este último trabajo incluye una descripción de Palestina, de los monumentos de Jerusalén, y una cronología desde Adán hasta la muerte de Juan el Apóstol en el año 109. El holandés reorientó el sentido de la peregrinación de los via crucis en un camino más real e histórico, con un éxito sorprendente que había de durar al menos dos siglos. El mapa de Jerusalén y su Templo era del pintor mecliniense Juan Verheyden. En 1603 el dominico valenciano Vicente Gómez (fallecido en 1638) tradujo al castellano la obra de Adrichomio con el título Breve descripción de la ciudad de Jerusalén y lugares circunvecinos, como estaba en tiempo de Cristo nuestro señor [...] compuesta en latín por Cristiano Adricomio Delpho y traducida al castellano por el P. F. Vicente Gómez, en casa de J.P. Piferrer, Barcelona, 1603.

## Galería de la edición original de 1590 delTheatrum Terrae Sanctae

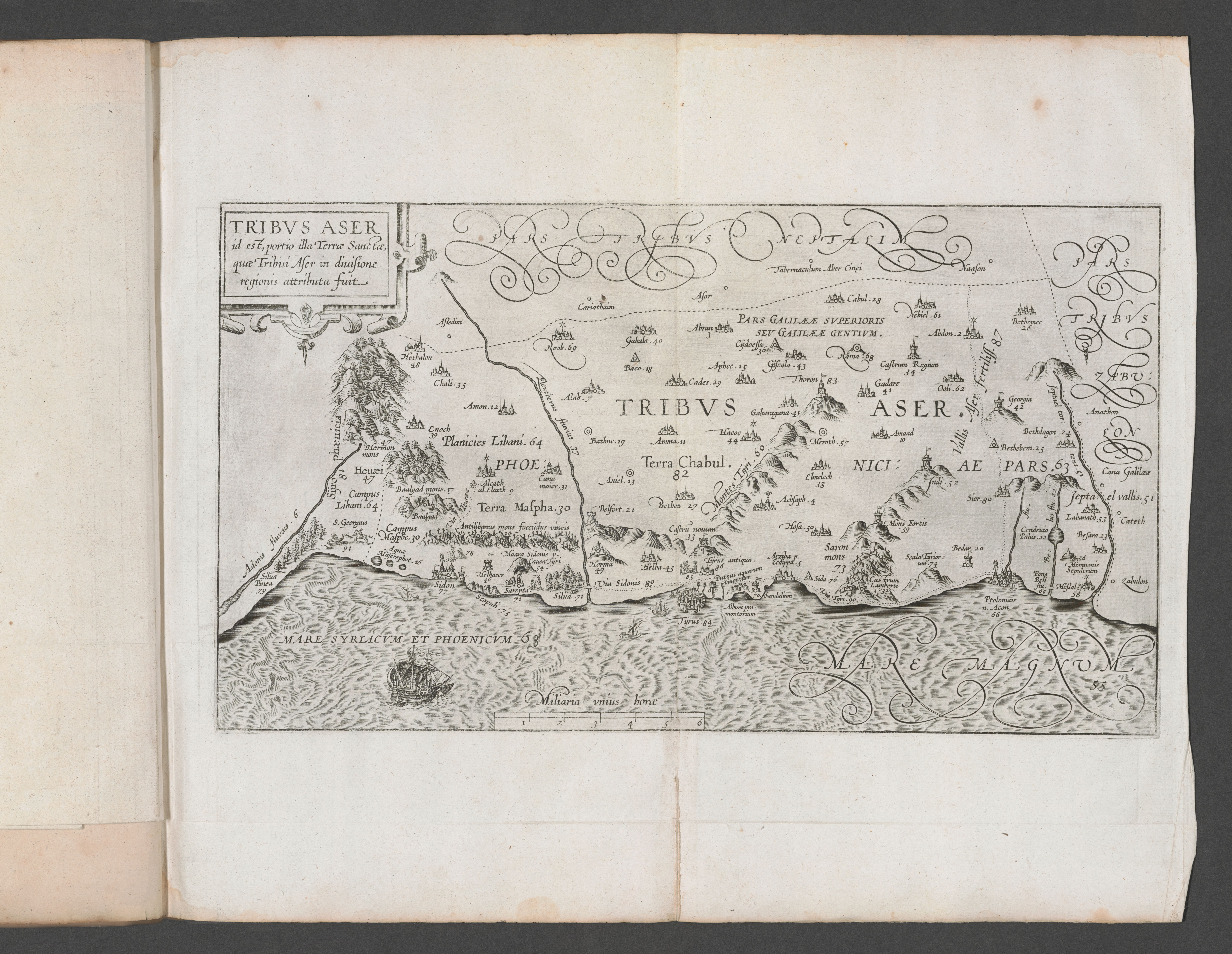
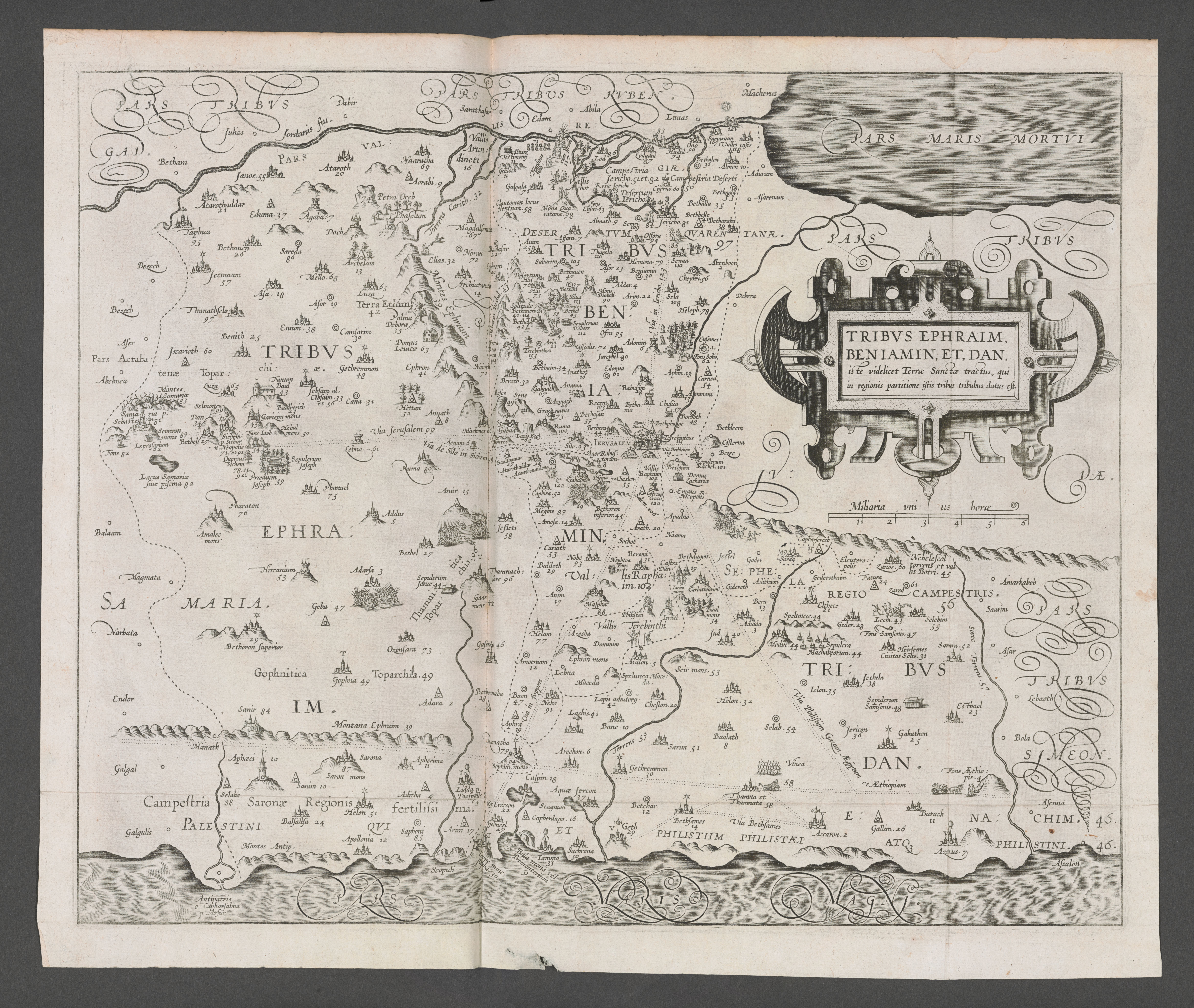
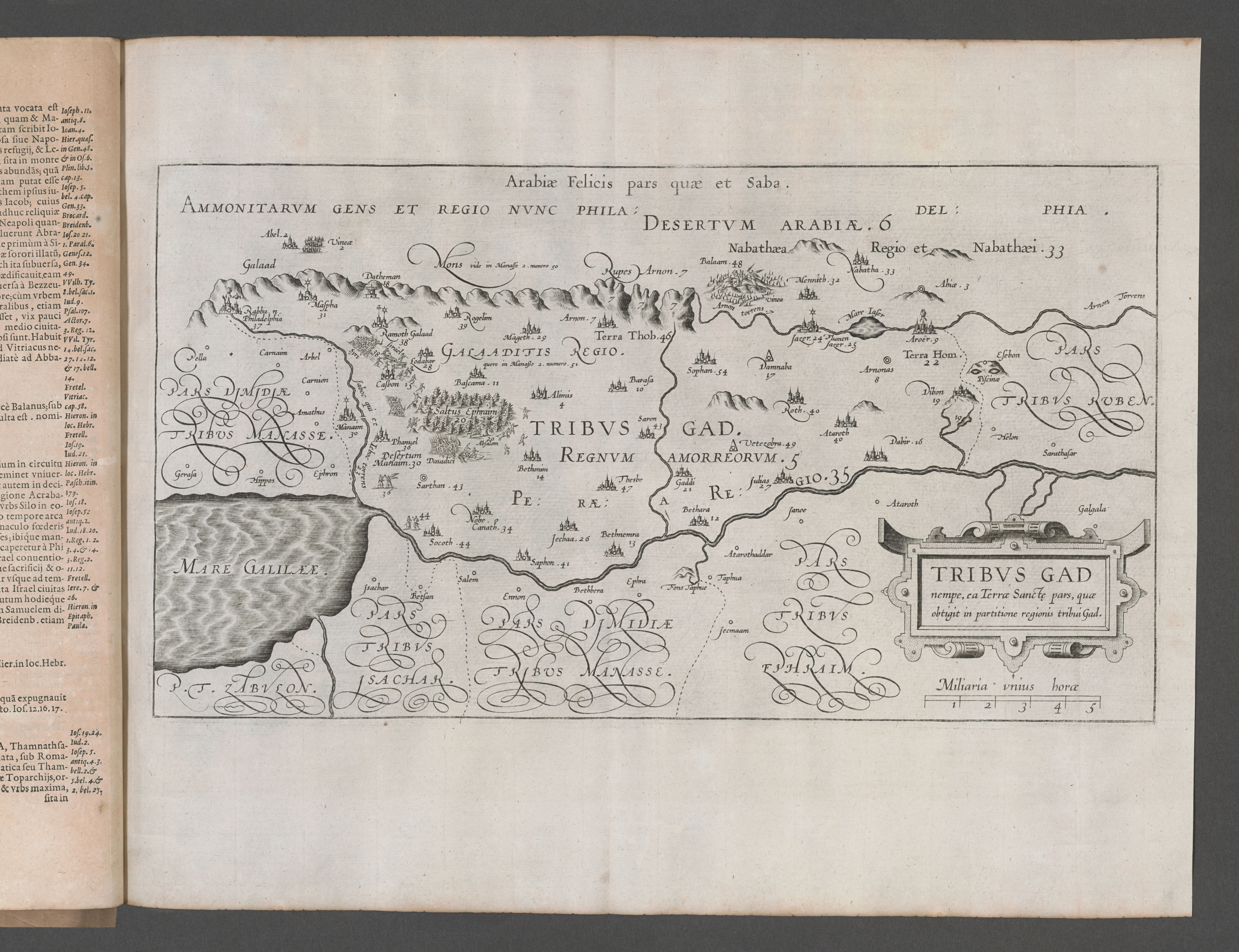
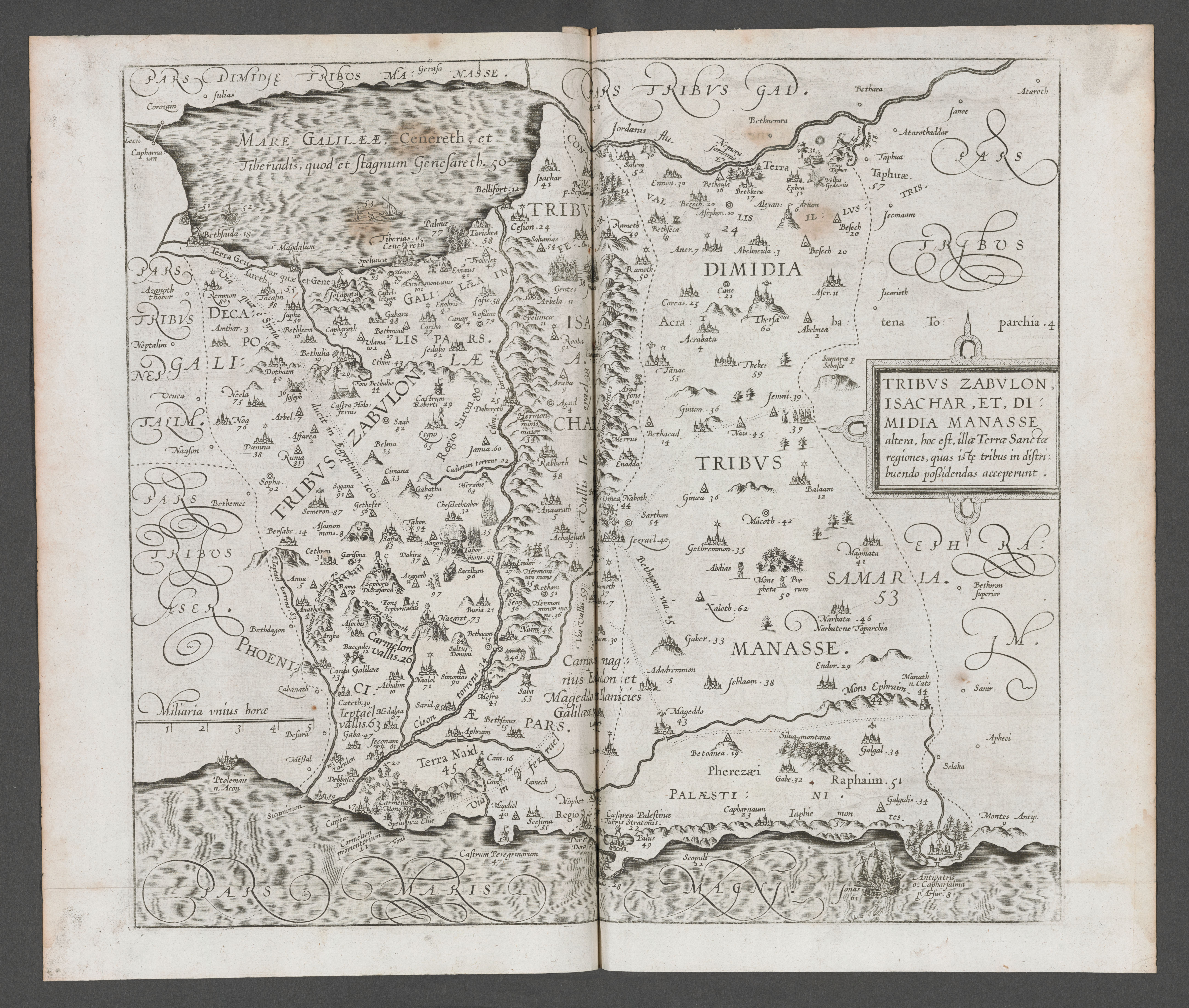
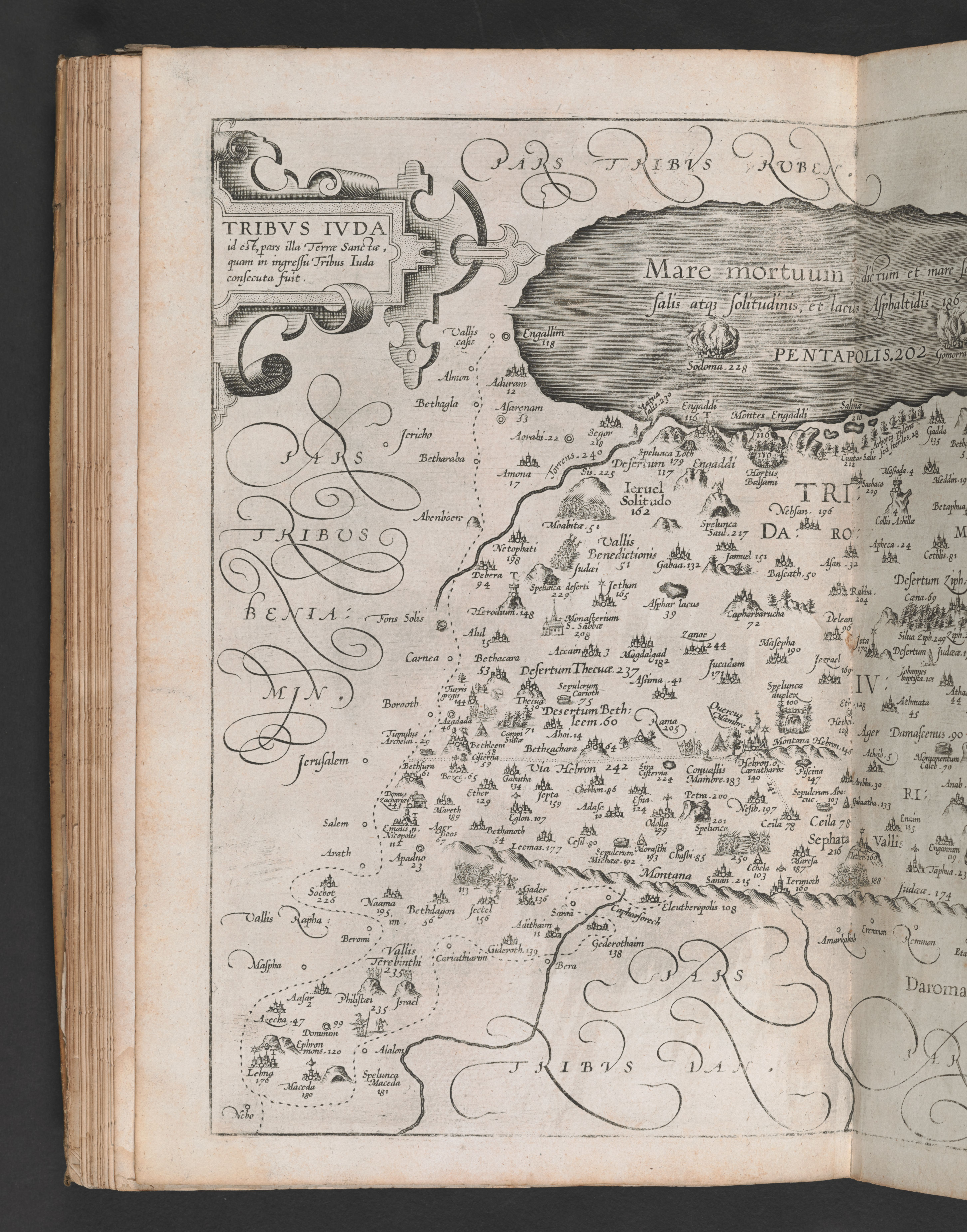
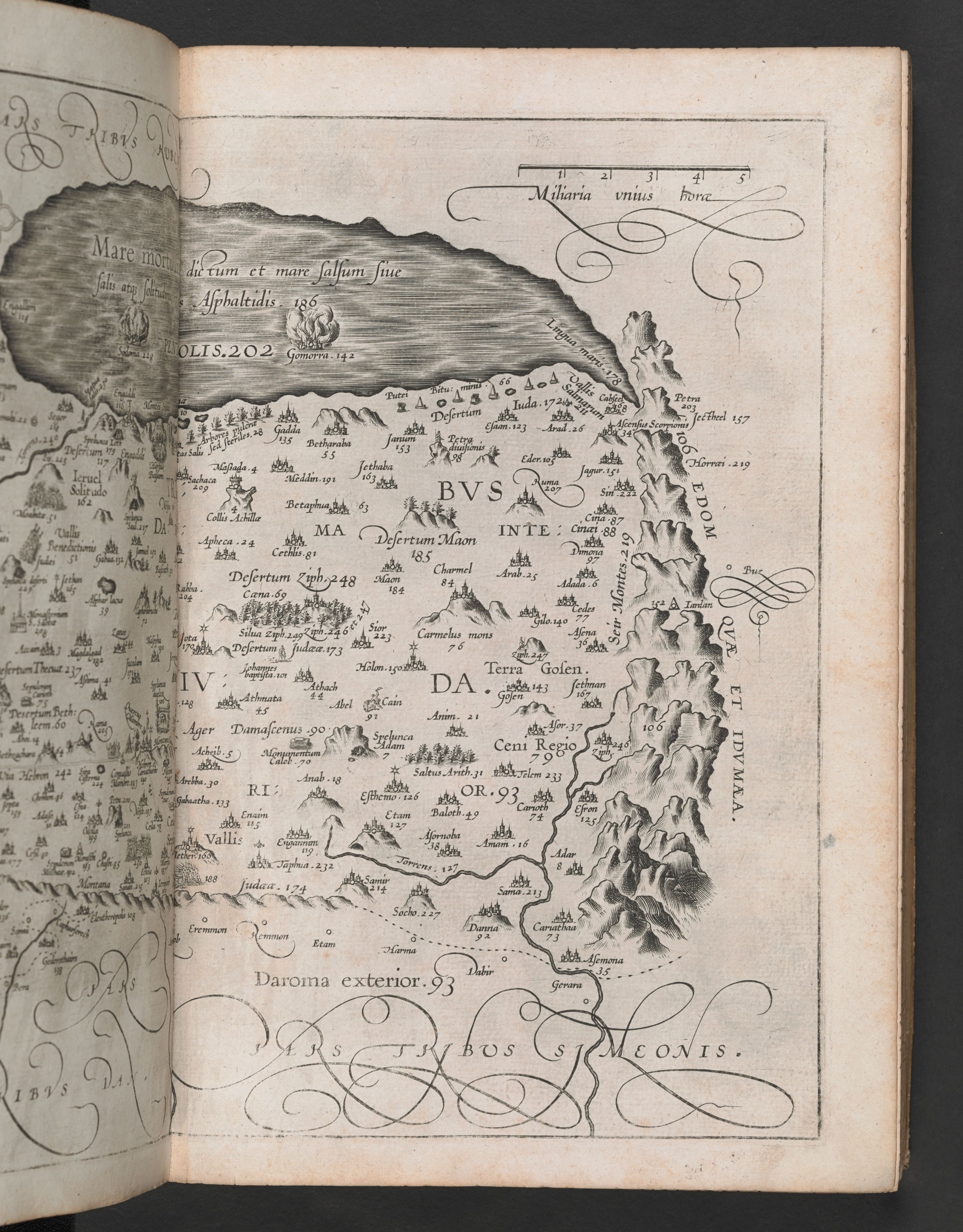
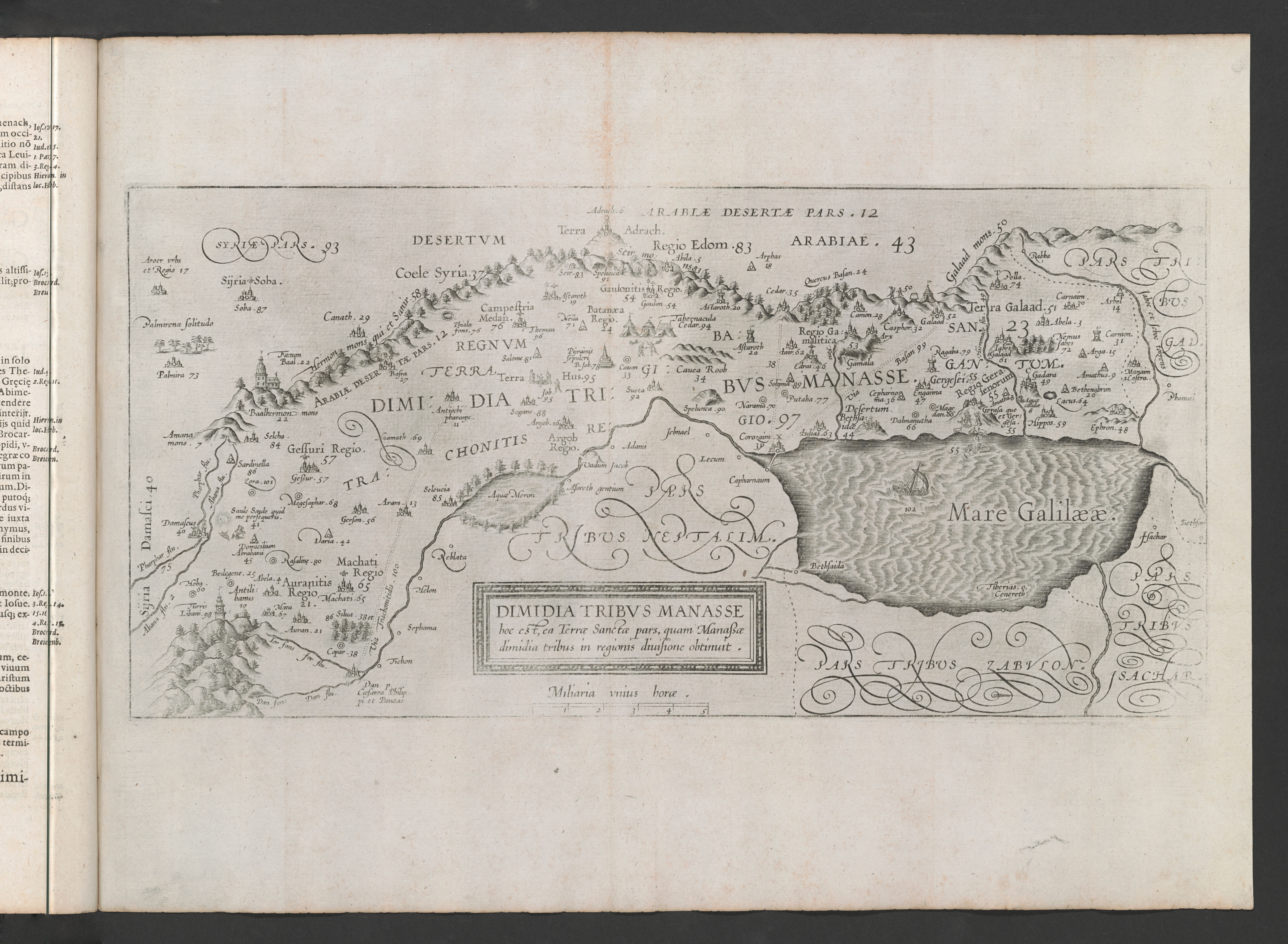
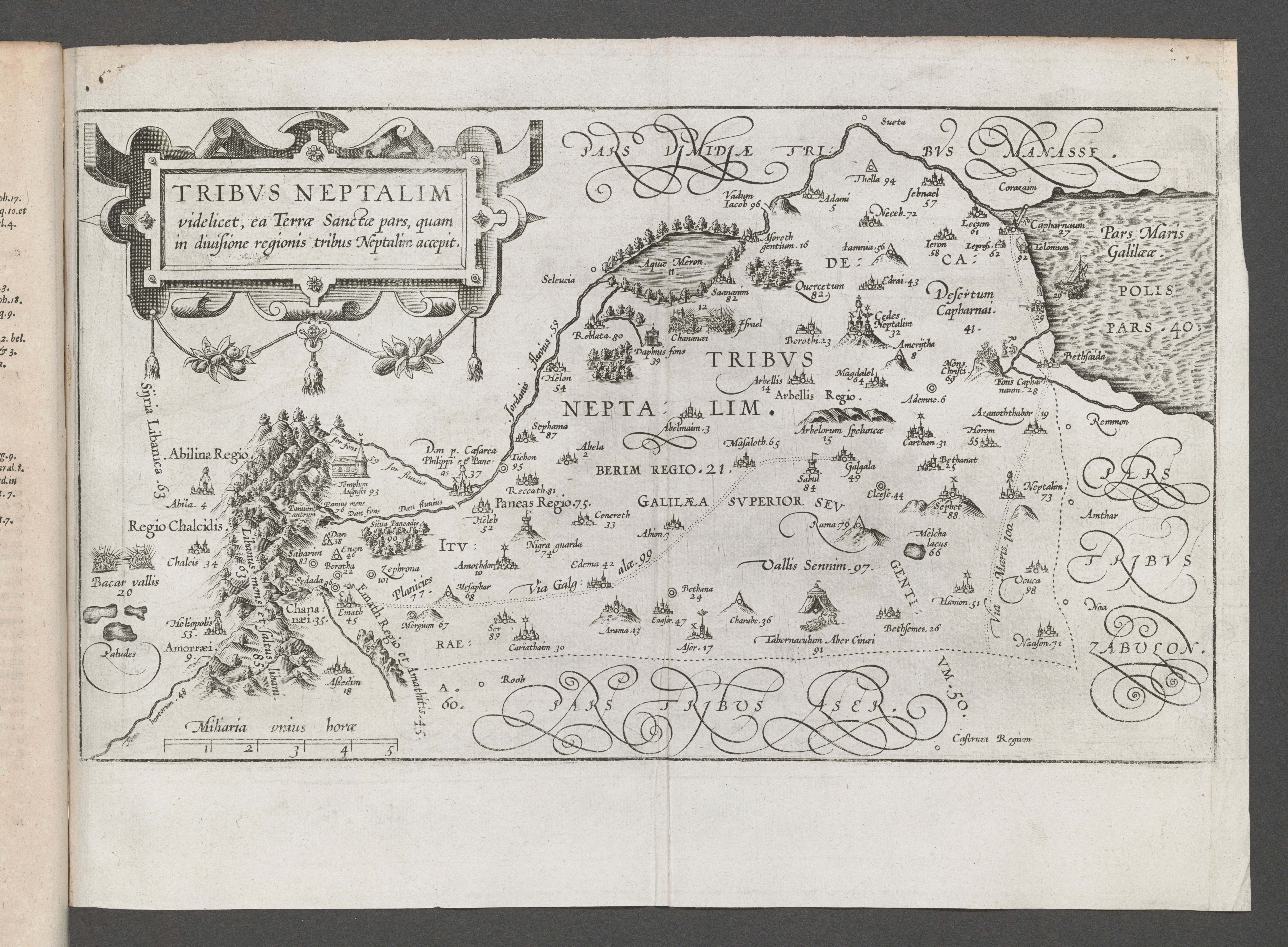
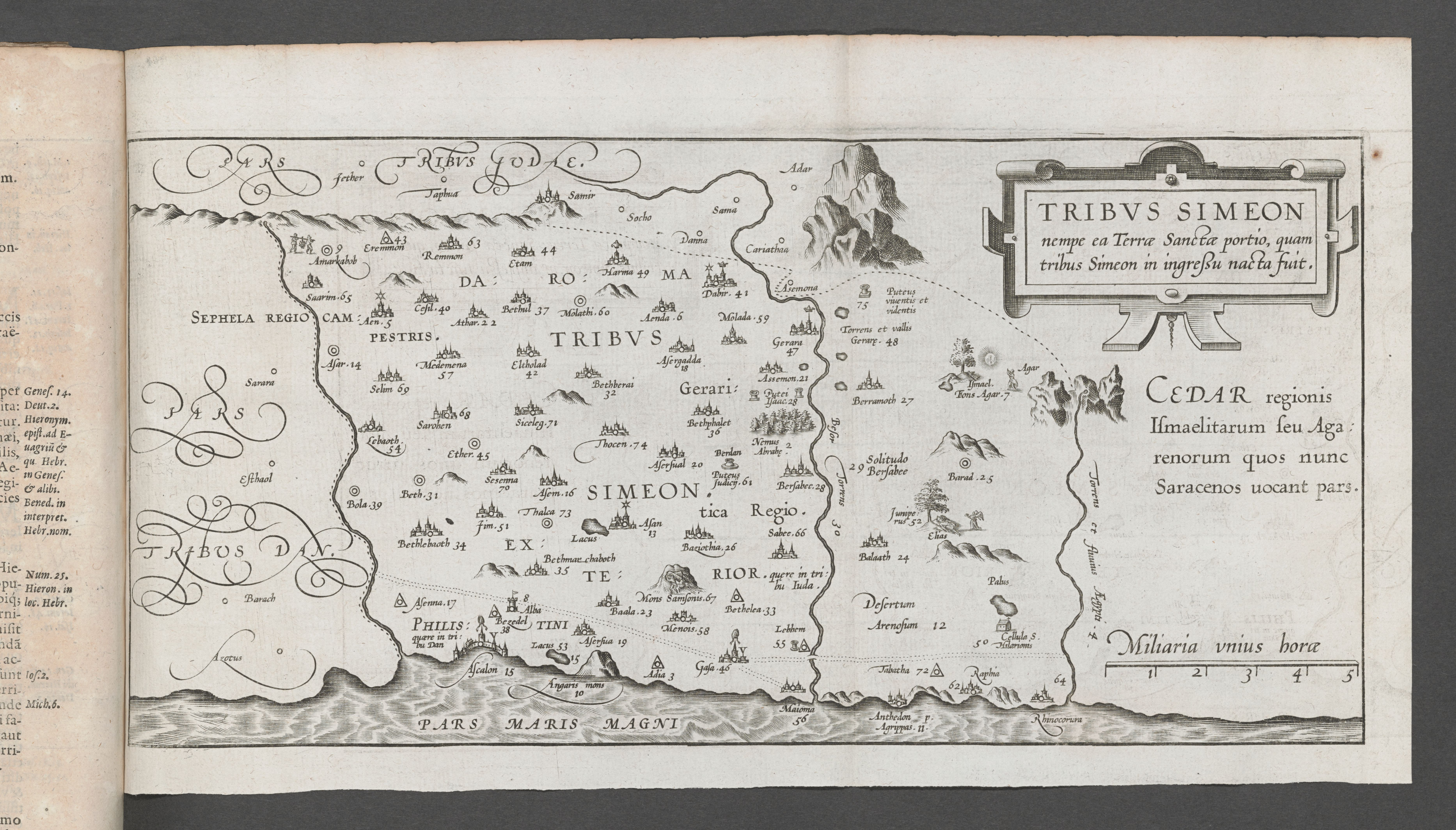
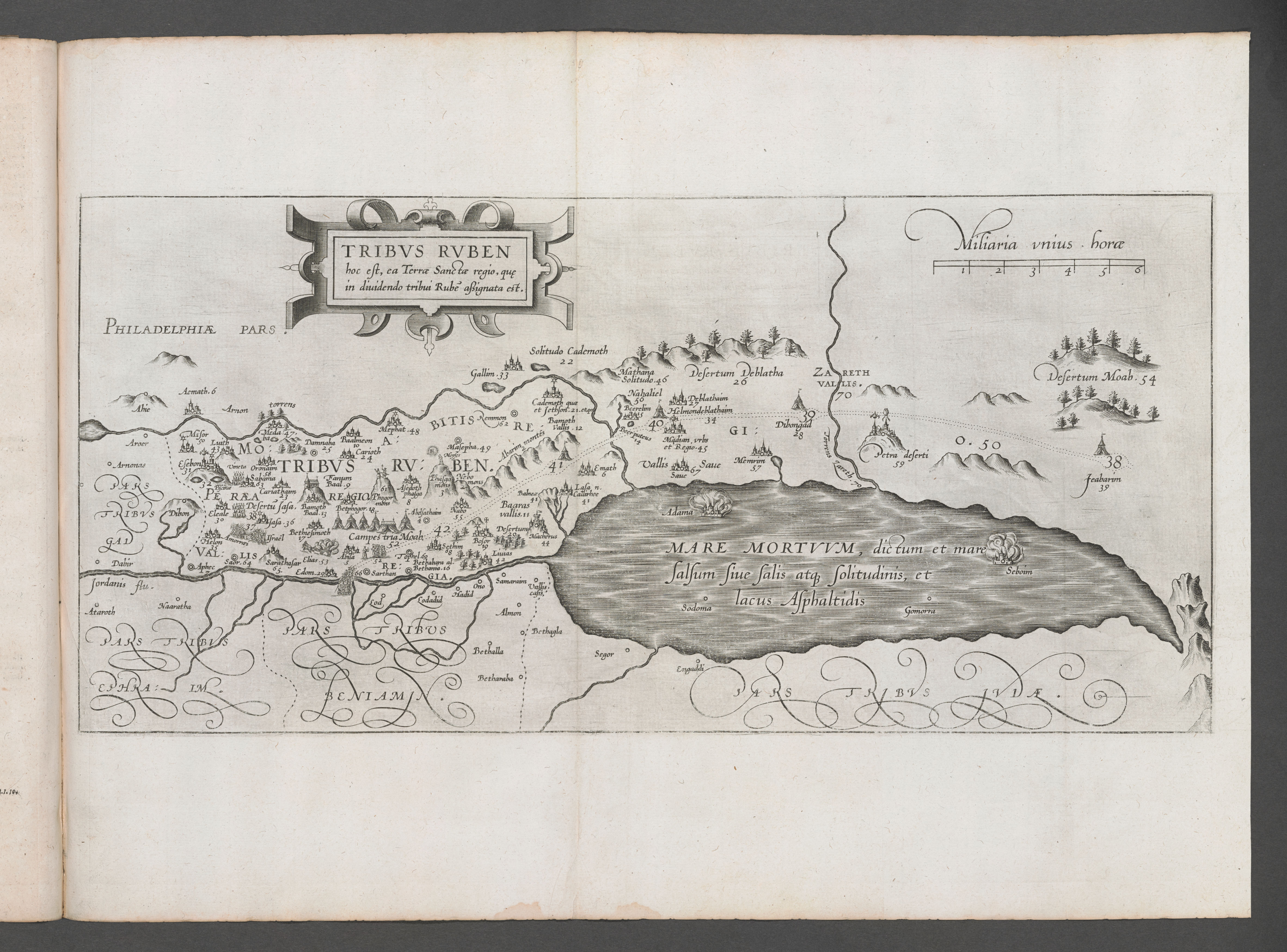

El contenido de este artículo incorpora texto de la Enciclopedia Católica (1913), que se encuentra en el dominio público.